# Component discret

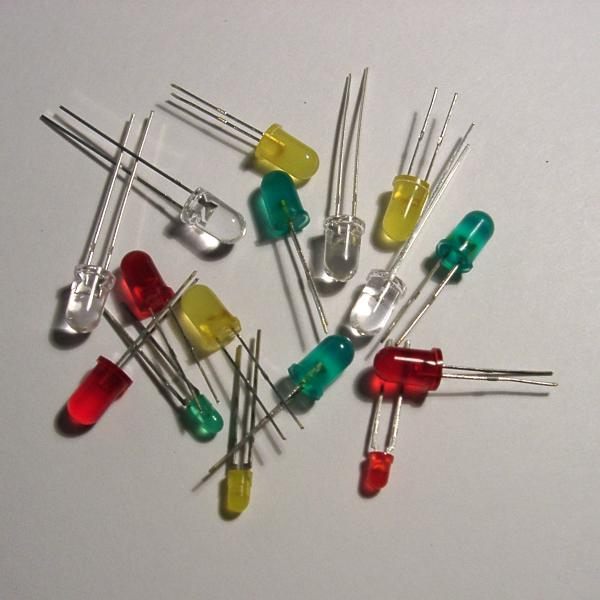
Díodes LED.

Un component discret (o dispositiu discret) és un component electrònic amb només un component elèctric, o passiu (resistor, condensador, etc.) o actiu (transistor o vàlvula de buit), en comptes d'un circuit integrat. El terme s'utilitza per distingir el component dels circuits integrats i circuits híbrids, que es construeixen de diversos components elèctrics en un paquet. Típicament es refereix a dispositius semiconductors.

## Descripció
Un component discret pot ser passiu o actiu. Es diferencia del circuit integrat i circuit híbrid, ja que aquests incorporen múltiples funcions actives o passives en un mateix encapsulat.
La miniaturització progressiva i imparable imposada per la indústria electrònica, així com els avenços en el camp dels semiconductors porten a la desaparició gradual dels molts components discrets. No obstant això, encara s'utilitzen en les àrees que requereixen alts voltatges o potències com en l'electrònica de potència, l'enginyeria elèctrica, etc. El seu ús es justifica també en la creació de prototips i petites sèries o en l'educació.

## Exemples

### Dispositius actius
- Transistor
- Díode
- Triac
- Díode LED

### Dispositius passius
- Resistor
- Condensador
- Inductor

En la indústria de semiconductors, tals dispositius són a vegades anomenats «jelly beans» (mongetes de gelea) per la seva mida petita i preu de venda barat.